# Hypoleria lavinia mulviana
Hypoleria lavinia mulviana é uma subespécie da espécie Hyloperia lavinia, popularmente chamada asa-de-vidro, uma borboleta neotropical da família dos ninfalídeos (Nymphalidae) e subfamília dos danaíneos (Danainae), endêmica do Brasil. O espécime tipo foi coletado por Romualdo Ferreira d'Almeida, em 1958, no estado do Pará.

## Conservação
Em 19 de dezembro de 1989, sob o nome de Hypoleria mulviana, foi citada como espécie sob risco de extinção na Portaria IBAMA N.º 1.522, de responsabilidade do Instituto Brasileiro do Meio Ambiente e dos Recursos Naturais Renováveis (IBAMA). Em 2007, Hypoleria lavinia mulviana foi classificada como em perigo na Lista de espécies de flora e fauna ameaçadas de extinção do Estado do Pará; em 2018, com a rubrica de "dados insuficientes" no Livro Vermelho da Fauna Brasileira Ameaçada de Extinção do Instituto Chico Mendes de Conservação da Biodiversidade (ICMBio). Em 5 de dezembro de 2022, foi citada na Portaria ICMBio N.º 1.145, de responsabilidade do ICMBio e do Ministério do Meio Ambiente, como uma das subespécies do Pará a serem contempladas nos programas de conservação do Plano de Ação Nacional para a Conservação dos Insetos Polinizadores (vigência 2023-2027).